# Гаппамус
Гаппамус — озеро на территории Ведлозерского сельского поселения Пряжинского района Республики Карелия.

## Общие сведения
Площадь озера — 1,5 км², площадь водосборного бассейна — 8,9 км². Располагается на высоте 70,7 метров над уровнем моря.
Форма озера продолговатая: вытянуто с севера на юг. Берега каменисто-песчаные.
Из южной оконечности озера вытекает река Онгимус, которая, протекая озеро Онгимус, втекает в озеро Пертъярви, откуда берёт начало река Новзема, впадающая в Видлицу.
В озере расположены два небольших острова без названия.
Населённые пункты возле озера отсутствуют. Ближайшие — деревни Кохтусельга и Койвусельга — расположены в 7,5 км к северо-востоку и, соответственно, к юго-востоку от озера.
Код объекта в государственном водном реестре — 01040300211102000014534.